# В Америке есть таланты (сезон 1)
Премьера первого сезона шоу «В Америке есть таланты» состоялась с 21 июня по 17 августа 2006 года. Тур прослушивания состоялся в апреле 2006 года в Лос-Анджелесе (Калифорния), Нью-Йорке (штат Нью-Йорк), Чикаго (Иллинойс), Атланте (Джорджия). В этом сезоне ведущим был Регис Филбин, а в жюри Дэвид Хассельхофф, Пирс Морган, Брэнди Норвуд. Победителем сезона стала Бьянка Райан.

## Процесс отбора
В прослушиваниях у каждого судьи есть специальная кнопка, на которую он может нажать, если ему не нравится выступление. Кнопка звучит электронным звонком при нажатии, потом красный икс с именем судьи загорается над сценой. Если кнопка нажата, выступление конкурсанта прекращается. Затем судьи решают, доходит ли участник до полуфинала. В полуфиналах у судей есть флажки с иксами (клещи). Акты делятся на 4 группы или по 14, или по 15 номеров, но только 10 выступают в группе. Они не имеют права прекратить действие его/её представления. В конце спектакля судьи предоставляют номер для проверки, и нажимают X, если номер не нравится. В конце выпуска они будут выбирать номер и автоматически пропускать их в финал. Затем зрители дома будут голосовать за чей-либо номер для финала, а этот номер будет анонсирован в прямом эфире на следующий день. Там также был выпуск дикой карты, где судьи выбирали 10 номеров, которые ранее были исключены, и дать ещё один шанс для выступления. В финале, где выбор не судьи, а голосование полностью передано в руки зрителей.

## Прослушивания

### Прослушивания в Лос-Анджелесе
Первый тур (21.06.2006)
- Бобби Бэдфингерс, «профессиональный щёлкальщик пальцами», из Сан-Франциско (Калифорния). Он танцевал под классический рок 1950-х годов.
- Рогатый парень Дейв, человек с множеством рогов, привязанных к его телу. Он двигал различные части тела к сигналу рога, делая под юмористическую музыку.
- «At Last», акапельный квартет в стиле хип-хоп.
- Кэнни Шелтон, жонглёр из Альп (Калифорния), которому были предоставлены три кнопки для сбрасывания его реквизита, но он попросил ещё один шанс. Он выжил раунд успешным жонглированием тремя ножами на вершине Rola Bola в течение минуты.
- Берни Баркер, 65-летний стриптизёр из Сан-Диего, чьё нижнее бельё подверглось цензуре шоу с чёрным прямоугольником. Моргану действие не понравилось, Брэнди и Хассельхофф сказали «нет». Брэнди сказала, что она может использовать его в качестве резервного танцора для своего следующего клипа.
- Алексис Джордан, 14-летний певец ритм-н-блюза. Все три судьи согласились, что у таланта несовершенный голос. Она исполнила песню Уитни Хьюстон «I Have Nothing».
- Кэвин Джонсон, чревовещатель, который бросил свой голос и голоса своих двух кукол синхронизации с движением губ, дублирование англо-язычное «а ля» Годзиллы.
- Владимир Малачихин, ручной сбалансированный акробат.
- Команда «AcroDunk», группа акробатов из Хьюстона (Техас), которые пытались выстрелить в баскетбольные мячи, кувыркались, сальто, и другие трюки на батуте. Морган не чувствует, что они имели право на участие в конкурсе, хотя согласен, что они могли бы быть следующими, как команда «Гарлем Глобтроттерс». Брэнди и Хассельхофф похвалили их.
- Иван Пецель, жонглёр. Он делал некоторое техническое жонглирование, которое не впечатлило Хассельхоффа или Морган, хотя Брэнди его поддерживала. Морган неохотно проголосовала «да», но при условии, что Иван активизирует номер к полуфиналу.
- Натан Бертон, фокусник, который выполнил магический трюк «Bowl-A-Rama», изобразил появление шарика для боулинга из рисунка в большом блокноте. Затем он сделал исчезающий номер с участием «Микроволны смерти».
- Владик Мягкоступов, жонглёр. Все три судьи согласились с тем, что он был только хорошим жонглёром, выступающим в этот день.
- Майкл Спикс, евангельский певец. Судьи единогласно послали его мимо его сильной энергии и его поп-евангельский вибрафон.
- Дж. Р. Джонс и его лучшие друзья, собака дрессировщика, которая делала некоторые акробатические в быстром темпе собачьи трюки.
- Бабушка-рэпер, 73-летняя бабушка-рэперша из города Кэстэйк (Калифорния).
- Парк Сиднея «Syd the Kid», молодые комики и евангельский певец Майкл Спикс, который прошёл во второй тур с прослушиваний в Лос-Анджелесе, но не участвовал в полуфинале, только по каким причинам, — неизвестно.

18 дополнительных номеров из Лос-Анджелеса, также прошедшие во второй тур, были кратко показаны в конце шоу, так как там было очень много участников и чтобы все номера поместились в 2-часовой эфир. Они включают в себя: Селтинг Спринг, «Sugar n' Space», Джессика Санчес, «N’Versity», «Rabbi Baptiste», Джордж Келли, Энди Читанга, Конрад Райт, Шон Райан, Шон и Джон, Наташа Ли, «Realis», Кейтлин Тэйлор Лав, Марла и Мишель, «Hell If I Know», «Jesschelle», «Trey Knight’s Stilt World», «Hoopalicious», «Desperation Squad».
Номера, которые были ликвидированы:
- Blue Velvet, певческое трио, проголосовали, как те спели пропели их имена. Они упоминаются, что были пропавшими без вести в их музыке.
- «Shadow Dancers», труппа исполнителей, использовавшие костюм актёров и осла, рассказывала какую-то аллергическую историю. Ни судьи, ни зрители их не поняли. Судьи отказались голосовать; аудитории было разрешено голосовать на их месте.
- Эдди Хаскелл, который играл, видя музыкальный инструмент. За него проголосовали быстро, а в результате был заметен гнев судей.
- Кэти Кэвэна, поющая арфистка. Морган отметила, что он хотел петь её на его похоронах, как музыка была трогательной и грубой, но сказала, что было права на одобрение для шоу.
- Эрик «Гэрри Кэрри» Мол, который пытался имитировать голоса Арнольда Шварценеггера, Йоды и Шэгги Роджерса из «Скуби-ду», но, как считается, не смог за всех отчитаться.
- Джей Мыль, человек в пиратском костюме играл композицию «Tiptoe Through the Tulips» на носовой флейте. После удаления он оскорблял судей.
- Бэтти Виктор, 76-летняя женщина, которая пела «God Bless America». Морган в одиночку остановила номер, нажав все три X-кнопки.
- «The Boofont Sisters», дуэт певиц с изображением женщины с переодеванием в мужчину в подборе одежды, певших «Total Eclipse of the Heart».
- Holy Cow (Святая корова), мужчина-брейдансер в костюме коровы. Морган говорит, что он будет популярен с детьми, но не с взрослыми.
- Уилдлайф Венди, хранитель зоопарка с африканским серым попугаем по кличке Wazoo, который был обучен сделать разные звуковые эффекты. Судьи не были впечатлены, но Венди выстрелил назад, подчёркивая напряжённую работу и сколько потребовалось времени, чтобы обучить попугая.
- С. Фрэнк Стрингам, исполнитель, который взорвал шары, чтобы сделать части лица, затем положил части, когда пел песню «All of Me» Фрэнка Синатры. Несмотря на волнение, он представил Филбину его мини-копию, сделанную из воздушных шаров.

### Прослушивания в Чикаго
Третий тур (05.07.2006)
Номера, вышедшие во второй раунд, включают в себя:
- «The Passing Zone», два комика/жонглёра, которые, жонглируя, зажгли факелы, в то время как на «Rola Bola of Death» они делают одновкладыши. Хасселхоффу не нравится, поскольку с другими жонглёрами на шоу, хотя Морган и Брэнди сказали «да».
- «The Millers», Коул на гитаре с вокалом, а L.D. на губной гармошке с бэк-вокалом. Они играли композицию «Sweet Home Alabama» американской рок-группы «Линирд Скинирд». Морган говорит, что L.D. был ужасным певцом, но при этом он лучший игрок на губной гармошке, каких она когда-либо видела.
- Лилия Степанова, акробатка, которая стреляет стрелами из лука ногами во время выполнения стойки под мелодию «Ecstasy» группы «ATB».
- Марк Фадже (ака Марк «нож»), «наиболее опасный комик в мире», пинающий ногами мяч для боулинга с двумя стойками ножей, выступающие от него со стороны его головы после размещения скорпиона в штанах. Судьи сказали «да» (хотя Морган думала, что он был «полностью сходящим с ума»).
- Тэйлор Уэйр, певица-йодлер, которая научилась йодлю с помощью аудиокассеты и инструкции в буклете. Судьи были ошарашены её исполнением.
- «The Players Club», группа людей, которые были «Step dancers», которые включают в себя использование только своё тело как музыкальные инструменты. Морган не видела, что их талант для аудитории, когда Брэнди и Хасселхоффу номер понравился, хотя Брэнди хотела быть более жёсткой.
- «Quick Changes Artists», волшебный дуэт, который быстро менял наряды без видимых способов определения, как они так делали.

В конце шоу кратко были показаны три дополнительных номера из Чикаго, которые также достигли второго раунда, поскольку там было много номеров, что все не поместились в часовой эфир. Были включены: «K Turbo», Соня Ли и Chadwick.
Номера, которые выбыли из шоу:
- «The Chicago Matadors», группа фанатов избыточного веса «Chicago Bulls», которые танцевали под музыку.
- Шон Крамп, певец, который поёт в течение 9 месяцев. Когда спросили Брэнди, как хорош он был, сказала, что был удивительным. Вскоре после начала «Suspicious Minds», за него быстро проголосовали.
- Шарон Киссане, птичий гость. Она назвала птиц, которых не было там, и сделала звуки птиц. Брэнди интересуется, где птицы были, которых она назвала, Хасселхофф говорит, что она должна быть на лечении, а Морган говорит, что у неё получился фальшивый автобус и пришла в студию по ошибке. Он также сказал, что думал о кукушке, когда она выступала.
- Бастер Бэллун, человек, который поставил себя вовнутрь гигантского шара. Воздушный шар первый раз выскочил, он вовлёк себя и сделал это снова. Судьи были не очень впечатлены.
- Флиппи Великолепный, человек, носящий только набедренную повязку, который имитирует рукопашный баланс с надувными куклами, которые выглядели, как он сам. Когда его спросили, какая была «великолепная» часть номера, Флиппи говорит судьям, что те не дали исполнить ему великолепную часть номера. Морган говорит, что номер был смешным и был пустой тратой времени.
- «The Laughing Yogi» («Смешные йоги») (Yogi Ramesh), человек, который делал йогу, которая заставила людей смеяться. Однако никто не смеялся, и номер выбыл.

## Полуфиналы
На данный момент 58 номеров из 61 (29 с телевизионными прослушиваниями и 29 без), сделанные в полуфинале, были разделены на 4 группы. 14 или 15 номерам пришлось проходить прослушивание только перед судьями. Затем Брэнди, Морган и Хасселхофф выбрали 10 номеров для продолжение в телепередаче. Конкурсанты, выбранные для выступления на сцене, были объявлены один раз. Те, которые не были выбраны, не узнали своих номеров, когда назвали последний номер, пропали шансы на выход в полуфинал, если судья не выбрал неучастника для «Дикой карты» позже в сезоне.
Три полуфиналиста: «Sydney Park», «Sideswipe» и Майкл Спикс (все, у которых транслировалось прослушивание), не выполняли в полуфинале за всех. Не причина была для их отсутствия, но в 2007 году выяснилось, что участнику Sideswipe пришлось отказаться от участия из-за травмы ноги. Sydney Park считает, что отсутствует из-за карьерного роста.
Все полуфинальные программы длились 2 часа. Результаты шоу передавались на следующий день и длились один час, за исключением первых результатов шоу, которые длились 30 минут.
| Легенды полуфиналов | Легенды полуфиналов                             | Легенды полуфиналов                                               |
|                     | Formatting                                      | Description                                                       |
| ------------------- | ----------------------------------------------- | ----------------------------------------------------------------- |
| Конкурсанты         | 1.                                              | Номер эпизода                                                     |
| Конкурсанты         | курсивом                                        | конкурсант получил три оценки от судей                            |
| Конкурсанты         | жирный                                          | Конкурсант перешёл в финал                                        |
| Город прослушивания |                                                 | прослушивание конкурсанта было телевизионным                      |
| Город прослушивания | прослушивание конкурсанта не было телевизионным |                                                                   |
| Результаты          | Выбор судей                                     | любимый номер судей и автоматический переход в финал              |
| Результаты          | выбыл                                           | исключён, если не выбран для участия в «Дикой карте»              |
| Результаты          | Второй                                          | второй — больше голосов зрителей; позже выступает в «Дикой карте» |
| Результаты          | Выбор зрителей                                  | получил больше голосов зрителей; перешёл в финал                  |

### Часть 1
| Полуфиналы (часть 1) (12.07.2006)       |                     |                        |                                                    |
| Конкурсант (аккредитация прослушиваний) | Город прослушиваний | Результат (13.07.2006) | Примечания                                         |
| 1. Тэйлор Уэйр                          | Чикаго              | Выбор зрителей         |                                                    |
| 2. All That                             | Нью-Йорк            | Второй                 |                                                    |
| 3. Кевин Джонсон                        | Лос-Анджелес        | Выбыл                  |                                                    |
| 4. Алексис Джордан                      | Лос-Анджелес        | Выбыл                  | Выбор Брэнди выступить в «Дикой карте»             |
| 5. Владик (Владик Мягкоступов)          | Лос-Анджелес        | Выбыл                  |                                                    |
| 6. Шон Райан                            | Лос-Анджелес        | Выбыл                  | кабаре-певец                                       |
| 7. Дж. Р. Джонс и «His Best Friends»    | Лос-Анджелес        | Выбыл                  |                                                    |
| 8. Hoopalicious                         | Лос-Анджелес        | Выбыл                  | Танцор с хула хупами                               |
| 9. Корина Броудер                       | Нью-Йорк            | Выбыл                  | Выбор Дэвида Хасселхоффа выступить в «Дикой карте» |
| 10. The Millers                         | Чикаго              | Выбор судей            |                                                    |

Устранены судьями (эти номера не были выбраны судьями и выбыли из конкурса, если для выступления в «Дикой карте»):
- Прослушивание по телевидению: Берни Баркер (Лос-Анджелес) и «The Player’s Club» (Chicago)
- Прослушивание не по телевидению: «Hell If I Know», Энди Читанга, Джессика Санчес (все из Лос-Анджелеса).

Джессика Санчес хотела бы появиться в «Дикой карте» как выбор Брэнди.

### Часть 2
| Полуфиналы (часть 2) (19.07.2006)       |                     |                        |                                                                                   |
| Конкурсант (аккредитация прослушивания) | Город прослушивания | Результат (20.07.2006) | Примечания                                                                        |
| 1. Dave the Horn Guy                    | Лос-Анджелес        | Выбыл                  |                                                                                   |
| 2. Realis                               | Лос-Анджелес        | Выбор судей            | дуэт танцующих акробатов; см. примечание ниже                                     |
| 3. At Last                              | Лос-Анджелес        | Выбор зрителей         |                                                                                   |
| 4. Наташа Ли                            | Лос-Анджелес        | Вторая                 | Пианистка                                                                         |
| 5. Владимир (Владимир Малачкин)         | Лос-Анджелес        | Выбыл                  |                                                                                   |
| 6. Бобби Бэдфингерс                     | Лос-Анджелес        | Выбыл                  | Выбор Пьерса Моргана для выступления в «Дикой карте»                              |
| 7. Sugar n' Spice                       | Лос-Анджелес        | Выбыл                  | Группа поп-музыки                                                                 |
| 8. N’Versity                            | Лос-Анджелес        | Выбыл                  | Акапельная певческая группа; Выбор Пьерса Моргана для выступления в «Дикой Карте» |
| 9. Марк Фадже (Марк «нож» Фадже)        | Чикаго              | Выбор                  |                                                                                   |
| 10. Леонид Великолепный                 | Нью-Йорк            | Выбыл                  | Выбор Дэвида Хасселхоффа для выступления в «Дикой карте»                          |

Устранены судьями:
- Прослушивание по телевидению: «PBM» (Нью-Йорк)
- Прослушивание не по телевидению: «Rabbi Baptiste» (Лос-Анджелес), «The Hemphill Kids» (Нью-Йорк), «K Turbo» (Чикаго) и Кларенс Дональдсон (Нью-Йорк).

Судьи не могут договориться о победителе к концу раунда, из членов жюри которых расстроен Филбин. Хотя Брэнди показала, что она и Хасселхофф согласились на выбор, Морган говорит, что он отказался добавить третий певческий номер к двум, который уже был в финале, заявив «это не „American Idol“, а он хотел более разнообразных номеров в финале». Это свидетельствует, что выбор Брэнди и Хасселхоффа наконец был (как другие певческие номера получили X в роли Брэнди). Результаты базы отбора судей были объявлены, когда наконец состоялся выбор зрителей.

### Часть 3
| Полуфиналы (часть 3) (26.07.2006)       |                     |                        |                         |
| Конкурсант (аккредитация прослушивания) | Город прослушиваний | Результат (27.07.2006) | Примечания              |
| 1. Team Acrodunk                        | Лос-Анджелес        | Выбыл                  |                         |
| 2. Кэйтлин Тэйлор Лав                   | Лос-Анджелес        | Выбыл                  | Певица                  |
| 3. Соня Ли                              | Чикаго              | Выбыл                  | Скрипачка               |
| 4. Elliot Zimet                         | Нью-Йорк            | Выбыл                  |                         |
| 5. Ten13 Concept                        | Нью-Йорк            | Выбыл                  | Панк-группа             |
| 6. Бабушка-рэпер                        | Лос-Анджелес        | Выбор судей            |                         |
| 7. Натан Бёртон                         | Лос-Анджелес        | Второй                 |                         |
| 8. Бьянка Райан                         | Нью-Йорк            | Выбор зрителей         |                         |
| 9. Кенни Шелтон                         | Лос-Анджелес        | Выбыл                  |                         |
| 10. Trey Knight’s Stilt World           | Лос-Анджелес        | Выбыл                  | Исполнители-ходулочники |

Устранены судьями:
- Прослушивание не на телевидении: Билли Жануариу (Нью-Йорк), Марла и Мишель (Лос-Анджелес), Jesschelle (Лос-Анджелес) и Chadwick (Чикаго).

### Часть 4
| Полуфиналы (часть 4) (02.08.2006)                |                     |                        |                                      |
| Конкурсант (аккредитация прослушивания)          | Город прослушивания | Результат (03.08.2006) | Notes                                |
| 1. Джон и Оуэн — The Passing Zone                | Чикаго              | Выбор судей            |                                      |
| 2. Celtic Spring                                 | Лос-Анджелес        | Выбор зрителей         | Ирландская скрипка/танец             |
| 3. Sean and John                                 | Лос-Анджелес        | Выбыл                  | Танцоры                              |
| 4. Лилия Степанова                               | Чикаго              | Выбыл                  | Акробатка со стрельбой из лука       |
| 5. Дэйв Смит One Man Sideshow                    | Нью-Йорк            | Выбыл; bot 3           |                                      |
| 6. Дэвид и Даня — Quick Change                   | Чикаго              | Второй                 |                                      |
| 7. Джордж Келли                                  | Лос-Анджелес        | Выбыл                  | Певец                                |
| 8. Мишель Лямур                                  | Нью-Йорк            | Выбыл                  |                                      |
| 9. Труппа одноколёсного велосипеда Кинга Чарльза | Нью-Йорк            | Выбыл; bot 3           | Езда/исполнение баскетбольных трюков |
| 10. Desperation Squad                            | Лос-Анджелес        | Выбыл; bot 3           | Панк-рок-группа                      |

Устранены судьями:
- Прослушивание на телевидении: Иван Пецель (Лос-Анджелес)
- Прослушивание не на телевидении: Аарон Бёрр (Нью-Йорк), Даниэль Колин (Нью-Йорк), Конрад Райт (Лос-Анджелес).

## Дикая карта
| Дикая карта (09.08.2006)       |                               |                        |                                   |
| Конкурсант                     | Выбран                        | Результат (10.08.2006) | Примечания                        |
| 1. Натан Бёртон                | Зрители (Полуфиналы, часть 3) | Второй; выбыл          | Фокусник                          |
| 2. Бобби Бедфингерс            | Пьерс Морган                  | Выбыл; bot 3           | Профессиональный «Щёлкальщик»     |
| 3. Джесика Санчес              | Брэнди                        | Выбыл                  | Певица; Не выбрана для полуфинала |
| 4. All That                    | Зрители (Полуфиналы, часть 1) | Выбор судей            | Засорившаяся группа               |
| 5. Корина Броудер              | Дэвид Хасселхофф              | Выбыл; bot 3           | певица-арфистка                   |
| 6. Дэвид и Даня — Quick Change | Зрители (Полуфиналы, часть 4) | Выбор зрителей         | Быстро изменённые артисты         |
| 7. N’Versity                   | Пьерс Морган                  | Выбыл; bot 3           | Поющая группа                     |
| 8. Наташа Ли                   | Зрители (Полуфиналы, часть 2) | Выбыл                  | 8-летняя пианистка                |
| 9. Алексис Джордан             | Брэнди                        | Выбыл                  | Певец-подросток                   |
| 10. Леонид Великолепный        | Дэвид Хасселхофф              | Выбыл                  | Случайные номера                  |

## Финалы
В последнем финале судьям по-прежнему разрешалось судить, но только зрители могут определить победителя. Кроме того, каждый финалист имел тренера-знаменитости как их наставника. Курсивом показано, что этот номер получил оценки от судей.
| Финалы (16.08.2006)               |                               |                                                            |                        |
| Конкурсант                        | Выбран                        | Тренер-знаменитость                                        | Результат (17.08.2006) |
| 1. At Last                        | Зрители (полуфиналы, часть 2) | Чака Хан                                                   | 5-й внизу              |
| 2. Дэвид и Данила — Quick Change  | Зрители (Дикая карта)         | Стив Вэлентайн                                             | 5-й внизу              |
| 3. Бабушка-рэпер                  | Судьи (Полуфиналы, часть 3)   | Перси Роберт Миллер                                        | 5-й внизу              |
| 4. Бьянка Райан                   | Зрители (Полуфиналы, часть 3) | Иоланда Адамс                                              | Победитель             |
| 5. All That                       | Судьи (Дикая карта)           | Дэйв Скотт (хореограф ритма и блюза)                       | 3 место (финалист)     |
| 6. Тэйлор Уэйр                    | Зрители (Полуфиналы, часть 1) | Том Макбрайд (аранжировщик кантри-музыки)                  | 5 место                |
| 7. Джон и Оуэн — The Passing Zone | Судьи (Полуфиналы, часть 4)   | Пенн Жиллетт и Теллер)                                     | 5-й внизу              |
| 8. Celtic Spring                  | Зрители (Полуфиналы, часть 4) | Тара Барри (Ведущий танцор танцевального шоу «Riverdance») | Top 5                  |
| 9. Realis                         | Судьи (Полуфиналы, часть 2)   | Джин Лубас (Хореограф Cirque du Soleil)                    | 5-й внизу              |
| 10. The Millers                   | Судьи (Полуфиналы, часть 1)   | Джон Поппер                                                | 3 место (финалист)     |

Победителем и обладателем главного приза в 1.000.000 долларов стала 11-летняя певица Бьяека Райан. Первые 10 финалистов были разделены на 2 группы. Группа А состояла из «Realis», «At Last», Бабушки-рэпера, «The Passing Zone and Quick Change». Из 10 финалистов они получили наименьшее количество голосов. 5 финалистов с наибольшем количеством голосов были «The Millers», Тэйлор Уайр, Бьянка Райан, «Celtic Spring» и «All That». Регис просила для «All That» и «The Millers» шага вперёд, а было объявлено, что они не выиграли главный приз, но оба соперника заняли 2-е и 3-е места. Каждый из этих номеров выиграли автомобиль «Dodge Caliber RT» 2007 года выпуска. Остальные 3 были Тэйлор Уайр, Бьянка Райан и «Celtic Spring». Филбин объявил, что Бьянка Райан выиграла главный приз.

## Crazy Caliber Talent
1. Руди Макагги, Майк Ллойд, Кельвин Гордон, Джеймс Томпсон. Победитель: Руди Макагги
2. Дуглас Ли, Николас Абрамовиц, Ларри Кларк, Джери Дир и Скоут, Камиль Троут. Победитель: Дуглас Ли
3. Дуэйн Флатмо, Мэйлинг Гарсия, Бандалони, Зак Фримен, группа «Артур the One Man». Победитель: Дуэйн Флатмо
4. Скайлер Ауд, Сэмми Прайор, Алексис и Алиша, «The Great Stamen Show». Победитель: «The Great Stamen Show»
5. Дэйв Накфур, «The Rubberband Kid», Джим Макдональд, Николо Ашфорд, близнецы Сизл. Победитель: Дэйв Накфур

В финальных результатах шоу (17 августа) акробат Руди Макагги выиграл в «the Weird and Wacky Talent Finale» («Crazy Caliber Talent») 5 финалистов соревновались за приз — автомобиль «Dodge Caliber RT» 2007 года выпуска. Он танцевал и вёл баскетбол в стойке на кистях и сделал сальто и поймал трапецию с его ног. Другими финалистами были Дуэйн Флатмо (который играл на гитаре с яичной колотушкой и громадиной для прополки), « The Great Stamen Show» (который играл музыку, нажав его зубы), Дуглас Ли (который играл на стаканах с водой), и Дэйв Накфур (который поймал твёрдые варёные яйца ртом).

## Исполнители по результатам шоу
- 13 июля — Тедди Гейгер
- 20 июля — Jurassic 5
- 27 июля — Cirque Du Soleil
- 3 августа — Том Грин
- 10 августа — Пенн и Теллер
- 17 августа — Aly & AJ, Blue Man Group

## Конкурсанты, которые появлялись в других шоу
- Джессика Санчес была в финальном раунде 8-го сезона «American Idol». Она вторая, бывшая конкурсантка из «В Америке есть таланты», конкурирующая в «American Idol», предшествующая участнику Тиа Мегиа из 4-го сезона «В Америке есть таланты», который участвовал в 10-м сезоне этого шоу. Она первый женский получатель спасения судей, которая была представлена в 8-м сезоне шоу. Она также первый получатель спасения судей в финале, но она проиграла Филиппу Филлипсу, который был прослушан во втором сезоне проекта «В Америке есть таланты» (непроверенное прослушивание).